# Myasthenia gravis
Myasthenia gravis (MG) je autoimunitní onemocnění postihující nervosvalový přenos. Znamená to, že je oslaben volný pohyb, který vykonává příčně pruhované svalstvo. Typicky nelze udržet oční víčko v obvyklé poloze, jedno nebo obě víčka jsou pokleslá. Může se objevit i dvojité vidění. Vyskytuje se zhoršená výslovnost podle délky hovoru, na počátku písmeno R, jazyk jakoby dřevění, dále pak měkkých souhlásek ř,ž,š a poté i slabik. Tento stav doprovází zhoršující se polykání až neschopnost polknout s možností vypadnutí sousta ústy ven nebo vytékání tekutin.
Také oslabení žvýkacího svalstva po delším kousání houževnatějšího pokrmu, jako např. zeleniny, je velmi nepříjemné. Obtíže jsou typické tím, že jejich intenzita kolísá.
V krajním případě dochází k myastenické krizi, kdy je pacient ohrožen na životě. Je to v případě, kdy dojde k zeslabení dýchání až k úplné zástavě dechu.
Podstatou onemocnění je blokáda nebo zničení tzv. acetylcholinových receptorů protilátkami, které se převážně tvoří v brzlíku. Receptory na povrchu svalových buněk za normálních okolností přijímají chemický signál přenášený z nervového zakončení, během onemocnění dochází k zablokování receptorů patologickými protilátkami.

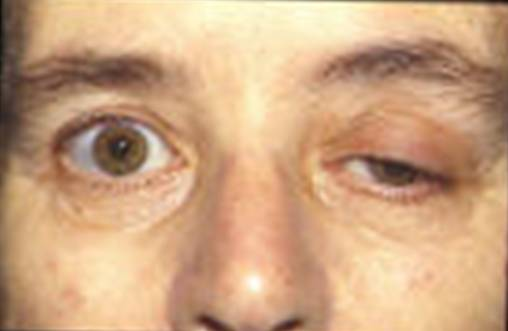
Pokles víčka

## Výskyt
V Česku je přibližně 2 500 postižených. Je pravděpodobné, že skutečný počet bude vyšší než je počet evidovaných pacientů. Jedná se o ty, kteří mají mírné příznaky nebo jsou léčení pro jiné onemocnění.

## Nálezy
Okolo 65 % nemocných má patologické (chorobné) změny na thymu (brzlíku), ve kterém jsou známky folikulární hyperplasie, kdy autoreaktivní B buňky produkují autoprotilátky proti nikotinovým acetylcholinovým receptorům (Ab proti AChR) na postsynaptické membráně nervosvalové ploténky. U přibližně 7 % nemocných jsou detekovatelné protilátky proti tyrosin kináze (Ab proti MuSK). U 10 až 15 % pacientů je přítomen thymom (nádor) a tvoří se protilátky proti titinu, ryanodinovému receptoru aj. U pacientů starších než 45 až 50 let jsou známky atrofie thymu (zmenšení, zakrnění).

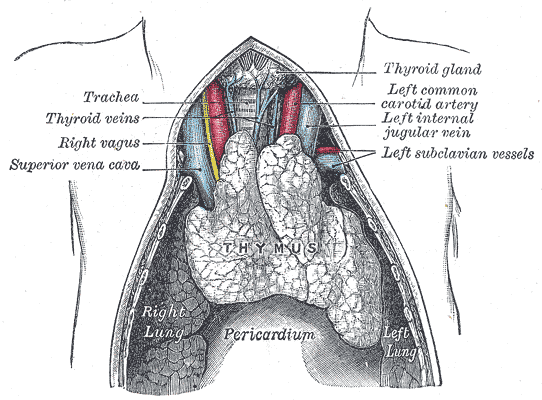

## Možné vlivy
Chorobu manifestuje psychický stres, infekční onemocnění či podání některých léků.

## Postižení populace
Myastenie postihuje více ženy hlavně mezi 20. a 40. rokem života, ale může manifestovat v kterémkoli věku.
Neonatální myastenie: je vyvolaná pasivním přenosem protilátek přes placentu a patrná až u 12 % novorozenců myastenických matek. S poklesem koncentrace protilátek se příznaky během dní až týdnů zmírňují a spontánně odeznívají.

## Formy postižení
Vrozená myastenie: je vzácná, autosomálně recesivně dědičná porucha nervosvalového přenosu. Nejedná se o autoimunitní proces, produkce protilátek proti acetylcholinovým receptorům chybí.
Diagnóza se opírá o typické kolísající známky svalové slabosti a unavitelnosti v oblastech svalů extraokulárních, faciobulbárních, šíjových, pletencových a respiračních. Při zátěži se obtíže zhoršují. Je patrná diplopie (dvojité vidění), ptóza (pokles víček), dysarthrie (výslovnost), dysfagie (horší polykání), padání hlavy, nemožnost dlouhodobé činnosti ve vzpažení, pády, respirační insuficience (dechové obtíže). Kromě formy anti MuSK +, kdy mohou být atrofie jazyka a mimického svalstva, nejsou svalové atrofie přítomny, jsou normální šlachokosticové reflexy. V důsledku progrese choroby (další pokračování) či provokujících vlivů může dojít k respirační insuficienci (selhání dechu) – myastenické krizi.

## Vyšetření
- Klinické vyšetření je založeno na testování predilekčně postižených svalů zátěžovými testy.
- Diagnózu může podpořit nízkofrekvenční repetitivní stimulace, či sigle fibre EMG (reakce svalů na elektrické stimuly).
- Zjištění přítomnosti protilátek v krvi (Ab proti AChR).
- CT (počítačová tomografie) mediastina může prokázat thymom (nádor) u cca 10 - 15 % pacientů

## Odeznívání potíží
Po odpočinku nebo užití symptomatických léků dochází k poměrně rychlému ustoupení potíží.

## Léčba
1. Inhibitory acetylcholinesterázy zvyšují množství acetylcholinu v oblasti nervosvalové ploténky, např. Mestinon. Může zeslabit a také až potlačit projevy onemocnění, ale neovlivňuje podstatu onemocnění.
2. V případě pokračujících obtíží se nasazují kortikoidy často (prednison, methylprednison)
3. Dále se používá kombinace s imunosupresivy (azathioprin, cyklosporin A, mykofenolát mofetyl a další).
4. Pokud se tímto stav nevylepšil, využívá se čistění krve pomocí plazmaferézy nebo intravenózní imunoglobulin (IVIG).
5. Kvůli souvislosti mezi MG a přítomnosti brzlíku se provádí u mladších pacientů operativní odstranění brzlíku nejčastěji sternotomií – protětím hrudní kostí – tzv. thymektomie. Vznikne pooperační jizva.

## Dávkování léků
Léky podávané při Myasthenii nelze nasadit nebo vynechat naráz. Je třeba dodržovat pozvolné zvyšování
na vhodnou dávku a po jisté době rovněž pokles na nezbytnou minimální dávku. Nedodržení dávkování může zhoršit stav MG a navodit případně i krizi.

## Zakázané léky
Celá řada antibiotik, léků navozujících útlum, proti bolesti, jejich použití musí zvážit lékař. Některé je možné aplikovat pouze za hospitalizace pacienta v nemocnici.